# 마이컬슨-몰리 실험

마이컬슨-몰리 실험의 데이터

앨버트 마이컬슨(Albert Abraham Michelson)과 에드워드 몰리(Edward Morley)는 1887년, 현재의 케이스 웨스턴 리저브 대학교(Case Western Reserve University)에서 물리학의 역사상 가장 중요한 실험 중 하나인 마이컬슨-몰리 실험을 하였다. 이 실험의 결과는 광학적 에테르 이론을 부정하는 최초의 유력한 증거가 되었다. 이 실험은 또한 두 번째 과학 혁명(Second Scientific Revolution)의 이론적 관점의 시발점 이라고 불리기도 한다. 앨버트 마이컬슨은 이 실험으로 1907년에 노벨 물리학상을 수여 받았다.

## 에테르 측정하기
19세기의 물리학에서는, 수면파 또는 음파 등이 진행하기 위해서는 매개물(물,공기)이 필요하듯, 빛이 진행하기 위해서도 "광학 에테르"라는 매개물이 필요하다고 가정하였다. 빛은 진공상태의 공간을 통해 진행할 수 있으므로, 진공상태에는 빛의 매개물이 포함되어 있다고 생각하였다. 빛의 속도가 너무 커서, 에테르의 존재여부와 그 성질을 알아내기 위한 실험을 설계하기 위해서는 상당한 정교함이 요구되었다.

에테르 바람의 묘사도

지구는 태양 주위의 궤도를 따라 30km/s의 속력으로 이동한다. 태양 또한 우리 은하의 중심 주위를 그보다 더 빠른 속도로 이동하고 있다. 따라서, 지구의 공전 운동에 의해, 지구를 가로지르는 에테르의 흐름은 "에테르 바람"을 형성할 것이라고 생각하였다. 물론 이론적으로는 일시적으로 지구의 움직임과 에테르의 흐름이 일치할 수 있지만, 지구는 방향과 속력이 수시로 변화하는 운동을 하고 있으므로, 모든 시간에서 지구는 에테르의 흐름에 상대적으로 정지해 있을 수는 없다.
지구 표면의 어느 지점에서나, 바람의 크기와 방향은 하루의 시간대와 계절에 따라 변한다. 따라서, 여러 시간대에서 여러 방향에서 반사되어 돌아오는 빛의 속도를 측정하여, 에테르에 대한 지구의 상대적인 운동을 분석할 수 있다고 생각하였다.
지구가 공전궤도를 빛의 속도의 10,000분의 1의 속력으로 운동하므로, 측정된 빛의 속력의 차는 꽤 작을 것으로 예상되었다. 1800년 대 중반에 일부 물리학자들이 빛의 속도 차를 측정하려고 시도하였지만, 이 작은 물리량을 측정하기에 요구되는 정교함을 가진 실험 장치가 없었다. 예를 들어 피조-푸코(Fizeau-Foucault) 장치는 빛의 속력을 5%의 오차범위 내에서 측정할 수 있지만, 이는 에테르 바람을 측정하기에는 정확도가 많이 부족하였다.

## 실험
마이컬슨은 에테르 바람을 측정할 수 있을 정도로 정교한 실험장치를 제작하였다. 추후 간섭계(interferometer)라고 알려진 그의 장치는 백색광의 단일 광원을 반투명 거울(half-silvered mirror)을 통해 직각으로 나누어 두 개의 광선으로 만든다. 이 나눔계(splitter)를 지나고 나면, 광선은 길게 뻗은 팔(arm)을 지나 그 끝에 장착된 거울을 통해 다시 중간지점으로 반사되어 온다. 중간으로 반사된 파는 나눔계(splitter)를 통해 다시 결합이 되어 빛이 각 팔(arm)에서 이동한 시간차에 따라 보강 또는 상쇄 간섭 무늬가 일어난다. 미세한 시간차에 의해서도 간섭무늬의 주름(interference fringe)의 위치가 변화한다. 만약 에테르가 태양에 상대적으로 정지해 있다면, 지구의 운동은 간섭무늬 주름 한 개의 1/25배 크기만큼의 간섭무늬의 변화를 일으킬 것이다.
1881년 마이컬슨이 독일에서 상기 실험 장치를 이용하여 간섭무늬의 변화 값을 측정하였지만, 간섭무늬의 변화가 기대 값인 0.04값(간섭무늬 한 개의 0.04크기되는 만큼의 변화) 보다 작은 0.02 값을 얻었다. 그러나 그의 초창기 실험장치는 에테르 바람의 존재에 대해 확신을 갖고 말하기에는 실험적 오차가 너무 컸다. 에테르 바람을 측정하기 위해서는 보다 정확하고 정교하게 통제된 실험이 필요하였다.

비록 이 실험장치는 레이저를 사용하고 있으나 마이컬슨의 초창기 간섭계와 원리는 동일하다

그 후 그는 에드워드 몰리와 합작하여, 에테르 바람에 의한 간섭무늬의 변화를 측정할 수 있을 정도로 정교한 실험장치를 제작하였다. 그들의 실험에서는 광선이 긴 팔(arm)을 앞 뒤로 반사하여 여러 번 왕복하게 설계되어 총 경로가 11m가 되도록 하였다. 광선이 11m를 이동하면 이론적으로 간섭무늬의 변화가 주름 한 개의 0.4배의 크기만큼 나타나야 한다. 이를 보다 쉽고 정확히 측정하기 위해서, 실험은 열과 진동의 효과를 최소화할 수 있는 벽돌로 된 빌딩 지하의 폐쇄된 방에서 이루어졌다. 그리고 보다 진동에 의한 오차를 줄이기 위해 수은으로 채운 욕조에 대리석을 띄워 그 위에 실험장치를 설치하였다. 이 장치는 간섭무늬 한 개의 주름의 1/100배 크기의 변화를 측정할 수 있을 정도로 정교하였다.
수은 욕조에 의해 실험장치가 회전할 수 있어, 모든 각도에서 에테르 바람의 측정이 가능하였다. 짧은 측정 시간에도, 실험장치를 회전시킴으로 인해 실험오차 원인을 발견할 수 있다. 또한 보다 긴 낮과 밤의 사이클과 연간 사이클에 의한 영향도 쉽게 측정할 수 있다.
실험 장치가 한 바퀴를 도는 동안, 실험장치의 두 개의 팔(arm)은 각각 에테르 바람과 평행하게 두 번, 직각으로 두 번 나열되게 된다. 이에 의해 결과는 두 개의 최고값과 두 개의 최저값을 갖는 사인파 형태로 나타난다. 추가적으로 에테르 바람이 지구 자전운동에서만 발생한다면, 바람은 12시간의 주기로 그 방향이 동쪽에서 서쪽으로 바뀔 것이다. 이러한 이상적인 개념화에서는 사인파가 낮과 밤으로 서로 반대되는 위상을 가질 것이다.
지구의 공전 운동이 에테르 바람에 추가적인 성분을 제공할 것이므로, 에테르 바람의 크기 변화가 1년 단위의 주기를 가지고 일어날 것이라고 예측하였다. 앞으로 날아가는 헬리콥터가 이러한 예가 될 수 있다. 헬리콥터가 공중에 제자리에 떠 있을 때는 헬리콥터 날개의 끝 부분이 300 km/h의 속력으로 회전한다. 그러나 만약 헬리콥터가 150 km/h의 속력으로 앞으로 날아가고 있다면, 회전 날개의 끝부분이 공기를 150 km/h의 속력으로 통과하는 곳이 있고(아래방향 바람) 450 km/h의 속력으로 통과하는 곳이 있다(윗방향 바람). 이와 동일한 효과로 에테르 바람의 크기는 1년을 주기로 증가했다 감소했다 할 것이다.

## 실패한 것으로 유명한 실험

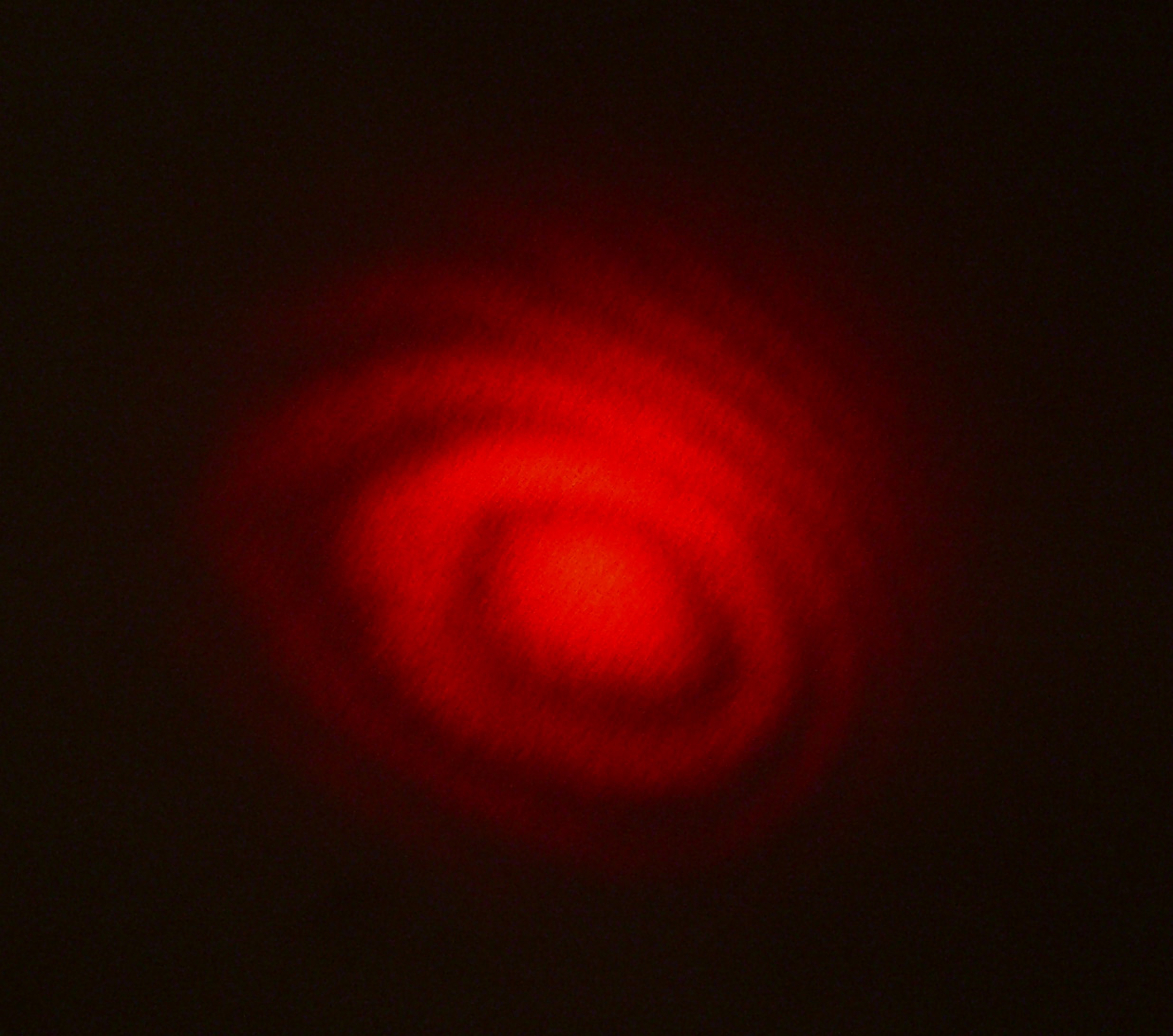
빨간색 레이저로 실험한 마이컬슨 간섭계에 의한 간섭무늬

이 실험은 많은 생각과 준비에도 불구하고 현재까지 알려진 가장 유명한 실패한 실험으로 불린다. 마이컬슨과 몰리는 미국 과학 학회지에 에테르의 속성에 대한 내용 대신에 실험에 의한 측정값이 작게는 변위(displacement)의 기대값의 1/40배라는 내용을 실었다. 그러나 변위(displacement)는 속도의 제곱에 비례하므로, 측정된 속도는 지구의 공전속도의 기댓값의 1/4배 보다 작은 1/6배의 값이라고 결론을 내렸다. 하지만 이러한 작은 속도의 값은 에테르의 존재에 대한 증거로 쓰기에 너무 작은 값이었고, 추후 이 결과는 실험적 오차 범위내인 것으로 밝혀졌다.
비록 1887년의 논문이후로, 각각 다른 실험을 시작하였지만, 두 사람 모두 이 분야에 여전히 연구를 계속하였다. 이후 훨씬 정교한 장치에 의해 동일한 실험이 반복되었다. 케네디(Kennedy)와 일링워스(Illingworth)는 거울을 개선하여 반파장 단계(half-wave step)를 포함시킴으로써 실험장치 내부에 정상파 패턴 형태가 나타날 가능성을 배제시켰다. 일링워스의 실험장치는 대략 간섭무늬 주름 한 개의 1/300배 되는 크기의 변화를 측정할 수 있었고, 케네디(Kennedy)의 실험장치는 간섭무늬 주름 한 개의 1/5000배 크기의 변화를 측정할 수 있을 정도로 정교하였다. 나중에 밀러(Miller)는 자기장으로부터 영향이 없는 반자성체적인 실험장치를 제작하였고, 마이컬슨은 온도변화에 영향이 없도록 실험 장치를 팽창하지 않는 강철과 니켈의 합금으로 제작하였다. 이들 이외에도 세계의 여러 과학자들이 보다 정교하고 부작용이 없는 실험 장치를 제작하였다.
몰리는 자신의 실험결과를 납득하지 못하여, 데이톤 밀러(Dayton Miller)와 추가적인 실험을 진행하였다. 밀러(Miller)는 윌슨 산 천문대(Mount Wilson observatory)에 32m 길이의 간섭계를 설치하여 큰 규모의 실험을 실시하였다. 그는 에테르 바람이 단단한 벽에 의해 차단되는 것을 방지하기 위해, 캔버스로 만든 얇은 벽으로 된 창고에서 실험을 하였다. 그는 실험 장치를 한 번 회전시킬 때마다 변화하는 작은 명확한 효과(positive effect)들을 측정할 수 있었다. 그의 측정값은 지구의 공전운동 자체에 의한 기댓값인 ~30 km/s 보다 훨씬 작은 ~10 km였다. 그는 이러한 결과가 부분적인 동반이행(entrainment)에 의한 것이라고 믿었으나, 구체적으로 설명하지는 않았다.
비록 케네디가 나중에 윌슨 산 천문대에서 실험을 통해 밀러의 결과보다 1/10배인 변화(drift)값을 얻었으나, 그 당시에는 밀러(Miller)의 발견이 중요하게 여겨졌고, 1928년에 개최된 학회에서 이 내용이 발표되었고 마이컬슨과 로런츠등은 이에 대해 토론하기도 하였다. 일반적인 의견은 밀러의 결과를 신뢰하기 위해서는 결과를 뒷받침 할 수 있는 더 많은 실험이 실행되어야한다는 것이었다. 로렌츠는 밀러의 실험결과의 원인이 무엇이 됐건 자신의 또는 아인슈타인의 특수상대성이론 어느 것과도 일치하지 않았다는 것을 알았다. 아인슈타인은 그 당시 학회에 참석하지 않았지만, 그는 그 결과가 실험적 오류에 의한 것이라고 여겨도 될 것이라고 결론 내렸다. 오늘날까지도, 누구도 밀러의 결과를 다시 재현한 사람은 없으며, 현대 실험장치들의 정확성은 밀러의 결론을 무시할 수 있을 정도이다.
| 이름                      | 년도      | 실험장치 크기(미터) | 예상되는 무늬 이동 | 측정된 무늬 이동 | 실험 장치 분해능 | 에테르 속도 Vaether 상한 |
| ------------------------- | --------- | ------------------- | ------------------ | ---------------- | ---------------- | ------------------------ |
| 마이컬슨                  | 1881      | 1.2                 | 0.04               | 0.02             |                  |                          |
| 마이컬슨과 몰리           | 1887      | 11.0                | 0.4                | 0.01             |                  | 8 km/s                   |
| 몰리와 밀러               | 1902–1904 | 32.2                | 1.13               | 0.015            |                  |                          |
| 밀러                      | 1921      | 32.0                | 1.12               | 0.08             |                  |                          |
| 밀러                      | 1923–1924 | 32.0                | 1.12               | 0.03             |                  |                          |
| 밀러(햇빛)                | 1924      | 32.0                | 1.12               | 0.014            |                  |                          |
| Tomascheck (별빛)         | 1924      | 8.6                 | 0.3                | 0.02             |                  |                          |
| 밀러                      | 1925–1926 | 32.0                | 1.12               | 0.088            |                  |                          |
| 케네디 (윌슨 산)          | 1926      | 2.0                 | 0.07               | 0.002            |                  |                          |
| 일링워스                  | 1927      | 2.0                 | 0.07               | 0.0002           | 0.0006           | 1 km/s                   |
| Piccard and Stahel (Rigi) | 1927      | 2.8                 | 0.13               | 0.006            |                  |                          |
| 마이컬슨 외.              | 1929      | 25.9                | 0.9                | 0.01             |                  |                          |
| Joos                      | 1930      | 21.0                | 0.75               | 0.002            |                  |                          |

근래에는 마이컬슨-몰리 실험이 매우 흔한 실험이 되어 버렸다. 레이저와 메이저는 잘 조율된 공동(cavity) 속에서 빛이 계속 앞뒤로 움직임으로 인해, 높은 에너지의 원자를 만들어 강한 빛이 나갈 수 있게 증폭시킨다. 따라서 빛은 킬로미터 단위의 거리를 움직이게 된다. 하나의 동공에서 나온 빛은 직각으로 설치된 다른 공동(cavity)에 동일한 단계를 반복하게 할 수 있어, 매우 정확도가 높은 간섭계를 제작할 수 있다.
이러한 실험은 메이저의 발명자중 하나인 찰스 타운스(Charles H Townes)에 의해 처음 실행되었다. 그의 1958년 실험은 30 m/s 내의 오차범위를 가졌고, 1974년에 레이저로 반복된 실험은 이 수치를 0.025 m/s 로 낮췄다. 1979년에는 오차범위가 0.000001 m/s까지 낮아졌다.

## 마이컬슨-몰리 실험 이후
이러한 결과는 빛의 파동이 정지된 에테르 속에서 진행한다는 그 당시 이론으로는 설명할 수 없는 놀라운 결과였다. 이러한 의외의 결과를 설명하기 위해, 실험자체에 드러나지 않은 결함이 있었다는 주장이 있었고(마이컬슨이 이렇게 생각하였다) 또한 지구의 중력장이 에테르를 어떠한 방법으로 움직여서 에테르에 의한 효과를 제거하였다는 주장도 있었다. 밀러는 자신의 실험 외에는 실험이 실험실안에서, 즉 실험실의 벽 또는 실험장치에 의해 에테르 바람이 차단된 상태에서 행해져서 이를 발견할 수 없었다고 주장하였다. 이렇게 첫 번째 가설(First Postulate)로 알려진 에테르에 대한 아이디어는 치명적인 타격을 입었다.
에테르의 끌림(dragging) 현상 또는 움직임을 조사해보기 위해 몇 가지 실험이 행해졌다. 해머(Hammer,1935)는 간섭계 팔의 한쪽을 큰 두개의 납 블록으로 양쪽을 감싸게 설계하였다. 만약 에테르 바람의 끌림 현상(dragging)이 질량에 의해 나타난다면, 납 블록의 질량은 에테르 바람의 끌림 현상에 의한 시각적 효과를 일으키기에 충분히 컸으나 실험결과 아무런 효과도 나타나지 않았다.
walter‘s emitter 이론(ballistic 이론)은 에테르의 존재를 필요로 하지 않는 이론으로, 상기 실험의 결과들과 일치하고 보다 직관적이고 모순적이지 않았다. 그의 이론은 두 번째 가정 (Second Postulate)으로 알려지게 되었다. 그러나 이 이론에 의하면, 연성(binary stars)에서 나온 빛을 간섭계에 의해 측정할 시 몇 가지 명백한 광학적 효과를 가져야 하나, 실제로는 이러한 효과가 나타나지 않았다. 만약 두 번째 가정(Second Postulate)이 참이라면, 빛의 속도에 별의 이동속도가 더해져서 간섭무늬 주름(fringe)의 모양변화가 일어나야 하는데, 실제로는 이러한 효과는 관찰되지 않았다.
Sagnac 실험은 실험 장치를 일정한 속도로 회전하는 테이블위에 놓아 빛의 궤도가 영역을 포함하도록 개선하였다. 이 실험은 빛이 실험장치의 한쪽방향으로 도는 경우와 그 반대 방향으로 도는 경우에 이동거리의 차이가 있으므로, Ritz의 ballistic 이론 등이 성립하는지 직접적으로 시험해 볼 수 있다. Ritz의 이론에 따르면 광원과 탐지기(detector)사이의 알짜 속도(net velocity)는 0이기 때문에 간섭무늬 주름의 변화가 나타나지 않는다고 하였다. 그러나 실험에 의해 간섭무늬 주름의 변화가 나타났고 그로인해 ballistic 이론은 포기되었다. 오늘날에는 이 주름-편이 현상(fringe-shift effect)이 레이저 자이로스코프에 사용된다.
주름-편이 현상(fringe-shift effect)은 로런츠-피츠제럴드 수축(Lorentz–FitzGerald contraction) 또는 길이 수축이라고 불리는 이론에 의해 설명된다. 이 물리 법칙에 따르면, 움직이는 모든 물체는 길이 수축을 한다고 한다. 따라서 빛이 한쪽 팔에서 더 느린 속도로 운동을 하더라도, 동시에 빛이 이동하는 팔의 길이가 수축하여 상기효과(시간팽창효과)를 무효화 시킨다. 1932년 Kennedy-Thorndike 실험에서는 마이컬슨-몰리 실험장치의 한 쪽 팔을 다른 팔보다 더 짧게 하여 splitter에 의해 나뉜 빛이 각각 이동하는 거리를 다르게 하였다. 이 경우에 시간팽창이 일어나지 않는다면, 지구의 이동속도의 변화에 의해 간섭무늬 주름(fringe)의 모양변화(shift)가 일어나야 한다. 그러나 이번에도 아무런 변화가 없었고, 이는 상대성이론의 핵심인 길이 수축과 시간 팽창 이론을 증명해주는 결과였다.
에른스트 마하는 상기 실험 결과들이 에테르가 없다는 걸 증명하는 것이라고 처음으로 주장한 학자 중 한 명이었다. 아인슈타인은 상대성이론으로부터 로런츠-피츠제럴드 수축을 유도해냈다. 그러므로 그의 특수상대성이론은 상기 실험 결과(간섭무늬 주름의 변화가 없는 결과)와 일관된 것이었다. 오늘날에는 특수상대성이론이 마이컬슨 몰리 실험의 간섭무늬의 변화가 일어나지 않는 결과에 대한 해답으로 여겨지고 있다. 당시에는 이러한 점이 널리 받아 들여지지 않았다. 늦게는 1920년대까지 심지어 아인슈타인 자신도 에테르에 대해 '무게를 잴 수 없는 매질이 아닌 실체를 지닌 무엇' 이라고 말하기도 하였다.
Trouton-Noble 실험은 마이컬슨-몰리의 광학적 실험에 대응되는 정전기학적 실험이었다. 이 실험은 결과를 얻기 위해 충분한 감도(sensitivity)를 지닌 실험인지는 논란이 있다. 한편 1908년 Trouton-Rankine 실험은 Kennedy-Thorndike실험에 대응되는 정전기학적 실험으로 놀라운 감도(sensitiviy)를 지녔다는 평가를 받았다.

## 다른 설명
Proceedings of the Natural Philosophy Alliance라는 제목의 간행물에서 고전적인 도플러 효과로 마이컬슨-몰리 실험의 결과(간섭무늬의 주름 모양변화가 없는 결과)를 설명하려는 시도가 있었다. 그러나 이들 중 어느 것도 설득력있는 해석으로 받아들여지지 않았다. 이 실험은 마이컬슨 간섭계 실험이라는 또다른 명칭을 가지고 있다.

## 중력 파동 측정에의 응용
아인슈타인은 자신의 일반상대성이론에서 중력파동이 존재한다고 예측하였다. 하지만 2006년까지 이들 파동은 오직 간접적으로만 관측되었다. 최근에 LIGO 와 VIRGO 등의 중력 파동을 직접적으로 관측하기 위하여 매우 예민하고 킬로 미터 크기의 마이컬슨 간섭계(Fabry-Perot 간섭계와 결합되어 사용됨)가 이용되고 있다. LISA 프로젝트는 NASA와 ESA의 공동 미션으로 50만 킬로미터 길이의 마이컬슨 간섭계 3개를 우주공간에 띄워 낮은 주파수의 중력 파동을 관측하는 것을 목적으로 하고 있다.

## 같이 보기
- 레이저 간섭계 중력파 관측소

## 참고 문헌
- Michelson, A. A.; et al. (1928). “Conference on the Michelson–Morley Experiment Held at Mount Wilson, February, 1927”. 《Astrophysical Journal》 68: 341–390. doi:10.1086/143148.
- Shankland, Robert S.; et al. (1955). “New Analysis of the Interferometer Observations of Dayton C. Miller”. 《Reviews of Modern Physics》 27 (2): 167–178. doi:10.1103/RevModPhys.27.167.
- DeMeo, James (2002). “Dayton Miller's Ether-Drift Experiments: A Fresh Look”. 《Pulse of the Planet》 5: 114–130.
- Müller, Holger; et al. (2003). “Modern Michelson-Morley Experiment Using Cryogenic Optical Resonators”. 《Physical Review Letters》 91: 020401. doi:10.1103/PhysRevLett.91.020401.
- Parentani, Renaud (2002). “What Did We Learn from Studying Acoustic Black Holes?”. 《International Journal of Modern Physics A》 17 (20): 2721–2726. doi:10.1142/S0217751X02011679.
- Rashevsky, N. (1921). “Light Emission from a Moving Source in Connection with the Relativity Theor”. 《Physical Review》 18: 369–376. doi:10.1103/PhysRev.18.369.
- 중력파에 대하여: PostScript file 2003년 봄 21호 미국 물리학회(American Physical Society)의 중력 그룹 소식지에서; 구글을 이용하면 내용을 찾을 수 있습니다.
- YAN Kun(2004). Energy-exchange descriptions on the superluminal velocity and quantum fractal(Equation of the one-way speed of light for the constancy of the two-way speed of light). DOI:10.3969/j.issn.1006-8341.2004.03.010.